# Au fil de l'épée (film)
Pour les articles homonymes, voir Au fil de l'épée.
Pour plus de détails, voir Fiche technique et Distribution.
Au fil de l'épée (titre original : The Devil's Disciple) est un film américano-britannique réalisé par Guy Hamilton, sorti en 1959.

## Synopsis
En 1777, dans la Nouvelle Angleterre, au cours d’une expédition punitive, des soldats du roi d’Angleterre pendent Timothy Dudgeon, accusé de soutenir les colons américains insurgés. Pour avoir enterré le pendu pendant la nuit dans le cimetière du village voisin, son fils, Richard Dudgeon et le pasteur de la paroisse se retrouvent entraînés dans une aventure rocambolesque.

## Fiche technique
- Titre : Au fil de l'épée
- Titre original : The Devil's Disciple
- Réalisation : Guy Hamilton et Alexander Mackendrick (non crédité)
- Scénario : John Dighton et Roland Kibbee d'après la pièce de George Bernard Shaw
- Photographie : Jack Hildyard
- Montage : Alan Osbiston
- Musique : Richard Rodney Bennett
- Producteurs : Harold Hecht
- Société de production : United Artists
- Pays d'origine :  États-Unis |  Royaume-Uni
- Format : Noir et blanc - Mono
- Genre : Comédie, historique et guerre
- Durée : 83 minutes
- Date de sortie : 
  - États-Unis :  20 août 1959

## Distribution
- Burt Lancaster (VF : Claude Bertrand) : Révérend Anthony Anderson
- Kirk Douglas (VF : Roger Rudel) : Richard Dick Dudgeon
- Laurence Olivier (VF : Jacques Berthier) : Général John Burgoyne
- Janette Scott (VF : Jeanine Freson) : Judith Anderson
- Eva Le Gallienne (VF : Lita Recio) : Mme Dudgeon
- Harry Andrews (VF : Serge Nadaud) : Major Swindon
- Basil Sydney : Avocat Hawkins
- Mervyn Johns : Révérend Maindeck Parshotter
- Allan Cuthbertson : Capitaine britannique
- Percy Herbert : Lieutenant britannique
- David Horne : Oncle William

## Critiques
"Traité à la manière d'un conte mi-historique, mi-philosophique, ce film est rythmé par des leit-motiv de dessins animés montrant la tactique des armées ennemies, et leur avancement sur une carte ancienne. Ce procédé souligne le climat satirique, parfois sarcastique, qui baigne le film.

On retrouve à travers le film la suite de brillants paradoxes qui animent l'œuvre de Bernard Shaw dont il est inspiré."

### Adaptation théâtrale
Le film de Guy Hamilton est une adaptation de la pièce de théâtre The Devil's Disciple (1896) du dramaturge irlandais George Bernard Shaw, titrée en français Le Disciple du Diable :
- 1968: Le Disciple du Diable  de George Bernard Shaw, mise en scène Jean Marais, Théâtre de Paris